# Tó Maria Vinhas
Tó Maria Vinhas (Aldeia Velha, Sabugal, 11 de julho de 1944 – 22 de julho de 2020) foi um cantor e compositor português.

## Percurso
Tó Maria Vinhas nasceu em Aldeia Velha, Concelho do Sabugal em 11 de julho de 1944. 
Raiano de origem, filho de um GNR numa família de 7 irmãos, viveu durante a infância neste região raiana marcada na altura pelo contrabando.
Esteve emigrado em França durante um ano mas rapidamente voltou a Portugal, tendo-se estabelecido em Lisboa, onde ficou posteriormente empregado no Banco Borges & Irmão.
A partir de 1970 começa a colaborar com Fernando Correia Marques. Em 1973 lançou pela editora Alvorada os singles "Alexandre" e "Taça Distante".
Obteve bastante sucesso com os temas "O Passarinho" e "Formiga, Formiguinha". Em 1982 lançou o single "Mademoiselle". Em 1983 lançou o single "Tinha Cara de Palhaço" e dois anos depois
lançou novo single com os temas "Pequena Conversa" e "Balada Para Uma Criança".
Em 1990 lançou o single "Ópera das Flores" com "Jeny (A Menina do Planeta Sigor)" no lado b.
Lançou os livros infantis "Jeny, A Menina do Planeta Sigor" (Via Láctea, 1990) e "O Louco, a Cabra e o Disco Voador: Zé Santana e o Extraterrestre" (Via Láctea, 1991).
Em 1993 lançou o CD "Fábulas" pela Discossete.
Foi o autor (letrista) de muitos sucessos da música ligeira portuguesa incluindo a canção “Dança Comigo (Vem Ser Feliz)” com que Sabrina venceu em 2007 o Festival RTP da Canção.
Escreveu canções para artistas como Tony Carreira, Marco Paulo, Fernando Correia Marques, Emanuel, Jorge Ferreira, José Malhoa, entre tantos outros. Tem mais de 2000 letras e músicas editadas em discos de autores nacionais.
Faleceu a 22 de julho de 2020, aos 76 anos.

## Discografia
- 1973 - Alexandre / Naquele Freixo (Single, Alvorada) N-S-97-74
- 1973 - Taça Distante / Eu Vi (Single, Alvorada) N-S-97-80
- 1980 - Formiga, Formiguinha / Meu Amigo, Meu Amigo (Single, Alvorada)ALV-97-165
- 1981 - O Passarinho / Taça Distante (Single, Rádio Triunfo) [RT 51-6])
- 1982 - Mademoiselle / Onde É Que Está (Single, RT)
- 1983 - Tinha Cara de Palhaço / No Principio Era O Nada (Single, RT)
- 1985 - Pequena Conversa / Balada Para Uma Criança (Single, RT) Sinp 46
- 1990 - Ópera das Flores / Jeny (A Menina do Planeta Sigor) (Single, Discossete)
- 1993 - Fábulas (LP, Discossete)